# Discografia de Brenda Asnicar
A discografia de Brenda Asnicar, uma atriz e cantora argentina, é composta por um álbum de estúdio, seis singles, três videos musicais e nove trilhas sonoras. Estreou no mercado musical em 2003 com a trilha sonora do talk show do canal 7, Chicos argentinos.
Em 2007, Asnicar participou da trilha sonora da telenovela argentina Patito feo. Dos álbuns foram extraidos os singles, «Las Divinas», «Quiero, Quiero», «Tango Llorón», «Amigos Del Corazón» e «Diosa, Única, Bonita», entre outras canções. Asnicar gravou nove temas nos três álbuns da novela, Patito feo: La história más linda, Patito feo en Teatro e La vida es una fiesta. Em 2010, realizou uma participação especial na série de televisão de Nickelodeon, Sueña conmigo, em onde gravou duas canções «Hablan de mi» e «Siempre Te Esperaré».
Em 2011, apresentou o single «Tu Juegos» como solista, lançado no mercado em 23 de novembro de 2011. Dois anos depois, publicou «Salten Como Yo», segundo single independente, lançado em 5 de julho de 2013. Durante 2013 e 2015, como protagonista da série de televisão de Fox, Cumbia Ninja, apresentou «Ojos En La Espalda», «El Horóscopo Dice», «Subiré Al Infierno» e «Fuera De Foco» entre outros, interpretando quase todo o repertório da trilha sonora da série.
Em 2018, Asnicar apresenta o single promocional «Vi Que Estás Ok», lançado em 31 de agosto do mesmo ano como primeiro avanço de seu álbum de estréia Vos Sos Dios. Em 13 de dezembro de 2018, quatro meses depois, publicou «Tesoro», segundo avanço do seu futuro álbum . Em 18 de maio de 2019, lançou seu álbum de estréia Vos Sos Dios no mercado através de plataformas digitais. O álbum atingiu o posto número um no iTunes da Argentina. Em 16 de junho de 2019, «Wacho» foi lançado como terceiro single do álbum.

## Álbuns

### Álbuns de estúdio
| Ano  | Título / Detalhes                            | Posições  | Certificações | Vendas |
| Ano  | Título / Detalhes                            | Argentina | Certificações | Vendas |
| ---- | -------------------------------------------- | --------- | ------------- | ------ |
| 2019 | Vos Sos Dios - Álbum debut de Brenda Asnicar | 1         | —             | —      |

### Trilhas Sonoras
| Ano  | Título / Detalhes                                                  | Posições  | Posições | Posições | Certificações                                               | Vendas                                |
| Ano  | Título / Detalhes                                                  | Argentina | Itália   | Espanha  | Certificações                                               | Vendas                                |
| ---- | ------------------------------------------------------------------ | --------- | -------- | -------- | ----------------------------------------------------------- | ------------------------------------- |
| 2003 | Caminos - Trilha sonora de Chicos argentinos                       | —         | —        | —        | —                                                           | —                                     |
| 2007 | Patito Feo: La historia más linda - Álbum de estúdio de Patito feo | 1         | 1        | 1        | - 4x Platina - 3x Platina - Platina - Platina - Ouro - Ouro | - 215 000 - 180 000 - 66 000 - 40 000 |
| 2007 | Patito Feo en el Teatro - Álbum de estúdio de Patito feo           | 1         | 1        | 1        | - Platina - Platina - Platina - Platina                     | - 83 000 - 80 000 - 70 000 - 60 000   |
| 2008 | La vida es una fiesta - Álbum de estúdio de Patito feo             | 1         | 1        | 3        | - 3x Platina - Platina - Ouro - Ouro                        | - 138 000 - 50 000 - 40 000 - 50 000  |
| 2013 | Cumbia Ninja - Trilha Sonora de Cumbia Ninja                       | 1         | 1        | —        | - 3x Platina                                                | - 100 000                             |
| 2014 | Cumbia Ninja: Subiré Al Infierno - Trilha Sonora de Cumbia Ninja   | —         | —        | —        | —                                                           | —                                     |
| 2015 | Cumbia Ninja: Fuera De Foco - Trilha Sonora de Cumbia Ninja        | —         | —        | —        | —                                                           | —                                     |

## Singles

### Singles como artista principal
| Ano  | Single                        | Álbum        |
| ---- | ----------------------------- | ------------ |
| 2011 | «Tus Juegos»                  | Single       |
| 2013 | «Salten Como Yo»              | Single       |
| 2017 | «Una Más En Medio Del Billón» | Single       |
| 2018 | «Vi Que Estás OK»             | Vos Sos Dios |
| 2018 | «Tesoro»                      | Vos Sos Dios |
| 2019 | «Wacho»                       | Vos Sos Dios |
| 2019 | «Las Penas Se Van Cantando»   | Single       |
| 2019 | «Buscándote»                  | Vos Sos Dios |

### Singles como artista convidada
| Ano  | Single                                         | Álbum     |
| ---- | ---------------------------------------------- | --------- |
| 2017 | «Ultracomunicación» (Lolo Fuentes con Asnicar) | Lolo      |
| 2018 | «Burbujas De Amor» (Maréh con Asnicar)         | Sin álbum |
| 2019 | «Lola» (Mala Fama con Asnicar)                 | Sin álbum |

### De Trilhas Sonoras
| Ano  | Single                                  | Álbum                                |
| ---- | --------------------------------------- | ------------------------------------ |
| 2007 | «Las Divinas»                           | Patito Feo: La historia más linda    |
| 2007 | «Quiero, Quiero»                        | Patito Feo: La historia más linda    |
| 2007 | «Amigos Del Corazón»                    | Patito Feo: La historia más linda    |
| 2007 | «Tango Llorón»                          | Patito Feo en el Teatro              |
| 2008 | «Diosa, Única, Bonita»                  | La vida es una fiesta                |
| 2008 | «Nene Bailemos»                         | La vida es una fiesta                |
| 2008 | «Juntas Somos Fire (Somos Las Divinas)» | La vida es una fiesta                |
| 2008 | «Respeto»                               | La vida es una fiesta                |
| 2008 | «Un Beso Para Mí»                       | La vida es una fiesta Fan Edition    |
| 2010 | «Hablan De Mí»                          | Sueña conmigo: La canción de tu vida |
| 2010 | «Siempre Te Esperaré»                   | Sueña conmigo: La canción de tu vida |
| 2013 | «Ojos En La Espalda»                    | Cumbia Ninja                         |
| 2013 | «Ceviche»                               | Cumbia Ninja                         |
| 2013 | «El Horóscopo Dice»                     | Cumbia Ninja                         |
| 2014 | «Subiré Al Infierno»                    | Cumbia Ninja: Subiré Al Infierno     |
| 2014 | «Soy Tu Dueño (No Temas Mas)»           | Cumbia Ninja: Subiré Al Infierno     |
| 2014 | «Que El Viento Me Lleve»                | Cumbia Ninja: Subiré Al Infierno     |
| 2014 | «Flor Seca En Tu Cuaderno»              | Cumbia Ninja: Subiré Al Infierno     |
| 2014 | «Jaulita De Oro»                        | Cumbia Ninja: Subiré Al Infierno     |
| 2015 | «Fuera De Foco»                         | Cumbia Ninja: Fuera De Foco          |
| 2015 | «Incandescente»                         | Cumbia Ninja: Fuera De Foco          |

## Vídeos musicais
| Ano  | Video                         | Diretor(es)    |
| ---- | ----------------------------- | -------------- |
| 2017 | «Una Más En Medio Del Billón» | Brenda Asnicar |
| 2018 | «Vi Que Estás OK»             | Brenda Asnicar |
| 2019 | «Wacho»                       | Iván Asnicar   |
| 2019 | «Las Penas Se Van Cantando»   | Brenda Asnicar |
| 2019 | «Buscándote»                  | Brenda Asnicar |